# Trochosa praetecta
Trochosa praetecta là một loài nhện trong họ Lycosidae.
Loài này thuộc chi Trochosa. Trochosa praetecta được Ludwig Carl Christian Koch miêu tả năm 1875.